# Apallates viridiniger
Apallates viridiniger är en tvåvingeart som först beskrevs av Günther Enderlein 1911.  Apallates viridiniger ingår i släktet Apallates och familjen fritflugor. Inga underarter finns listade i Catalogue of Life.